# Cumbia bagacera
Denomina-se cumbia bagacera, ou ainda cumbia de frontera, a forma de expressão musical desenvolvida na região uruguaia que margeia a fronteira com o Brasil, sendo prevalente, de modo especial, na cidade de Rivera e adjacências. O ritmo é em tudo idêntico a outras versões da cúmbia uruguaia, exceto na língua de expressão das canções, invariavelmente cantadas em português. O baixo prestígio associado a esta variedade dialetal no norte do Uruguai rendeu ao ritmo a designação bagacera, palavra utilizada naquele idioma como sinônimo de objeto reles e sem valor.

## Biografia
- BEHARES, L. E. et al. Os som de nossa terra: productos artístico-verbales fronterizos. Montevideo: Asociación de Universidades Grupo Montevideo, 1997.
- __________. Nos falemo brasilero: dialectos portugueses en Uruguay. Montevideo: Amesur, 1987,